# Coliba lui Hunding

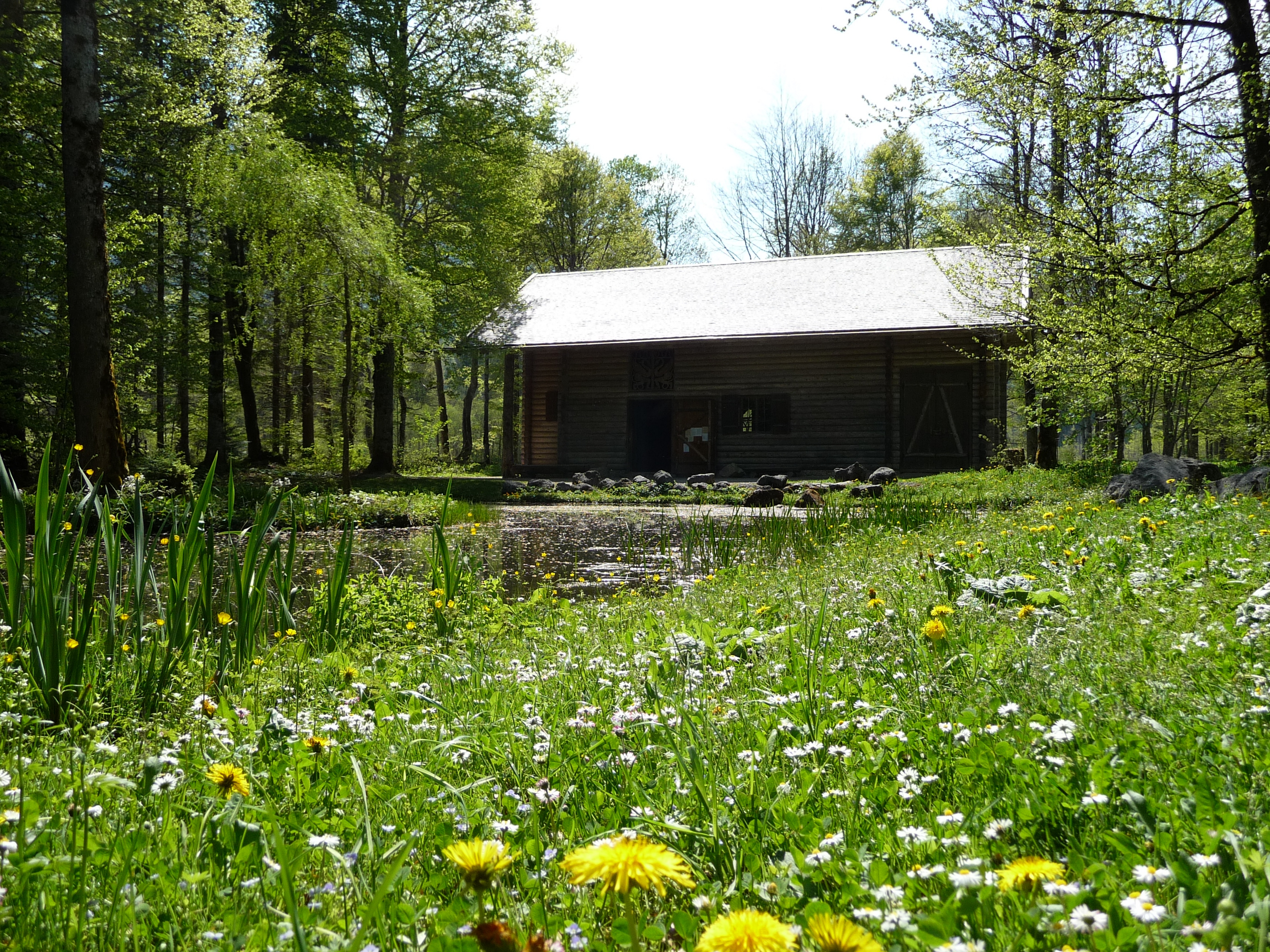
Coliba lui Hunding şi iazul

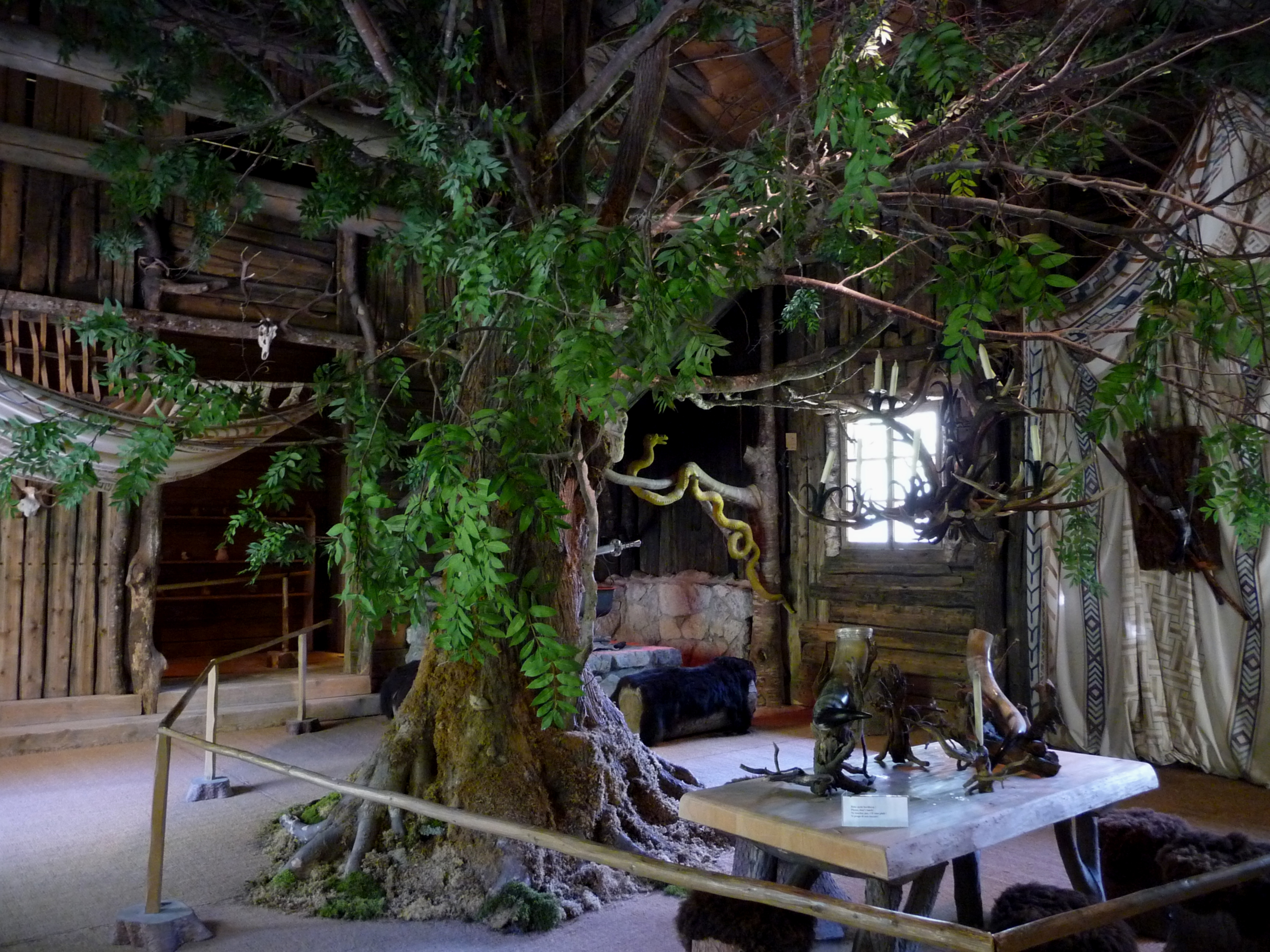
Interiorul colibei lui Hunding

Coliba lui Hunding (în germană Hundinghütte) este o colibă de bârne romantică situată în parcul castelului Linderhof din Bavaria Superioară (comuna Ettal, districtul Garmisch-Partenkirchen). Clădirea, reconstruită în 1990, s-a aflat inițial la câțiva kilometri vest de castel, în pădurea Ammerwald.

## Coliba lui Hunding în parcul castelului Linderhof
În 1876, anul în care a avut loc primul festival de la Bayreuth, Ludovic al II-lea a construit Coliba lui Hunding în pădurea Ammerwald, departe de Castelul Linderhof și în apropiere de granița cu Austria.
Coliba a fost construită pe baza indicațiilor de scenă pentru decorurile primului act al operei Walkiria de Richard Wagner:
„Interiorul unei camere de locuit. În mijloc se vede trunchiul unui frasin imens, ale cărui rădăcini foarte proeminente se pierd departe în sol; un acoperiș cioplit cu barda ascunde vederii vârful copacului. Acoperișul este astfel croit că trunchiul și ramurile, care se ramifică în toate direcțiile, ies prin orificii făcute pe măsură; se presupune că frunzișul acestuia se întinde peste acest acoperiș...”
Acest sălaș germanic a fost construit din bârne rotunde, la poalele vârfului Kreuzspitze, în apropiere de izvorul râului Ammer, în jurul unui stejar în care era înfiptă spada numită Nothung, pe care Siegmund a smuls-o cu o „smucitură puternică”, spre încântarea Sieglindei.
Regele Ludovic al II-lea se refugia în această colibă de lemn, ascunsă în adâncul unei văi de munte, la sud-vest de Linderhof, așa cum pe vremuri, Siegmund se refugiase în coliba lui Hunding, ce aparținea soțului Sieglindei. Luise von Kobell relata că „Maiestatea sa stătea uneori ore în șir în colibă, singur, adâncit în vreo lectură, al cărei subiect contrasta puternic cu aspectul primitiv al blănurilor de urs care îl înconjurau. Sau se desfăta cu imaginile vii puse în scenă la ordinul său, în timpul ospețelor stropite cu mied, în stilul vechilor germani”.
Cabana a căzut pradă flăcărilor și a ars la 18 decembrie 1884, dar a fost imediat reconstruită. În anul 1945 ea a fost incendiată și a fost distrusă de foc, dar o parte din mobilier și din obiectele aflate acolo (inclusiv un candelabru din coarne de cerb și două coarne de băut) au fost salvate.
În vara anului 1990, Coliba lui Hunding a fost reconstruită în alt loc, mai aproape de palat. În primă fază, s-a intenționat reconstruirea ei pe amplasamentul inițial, dar din mai multe motive, între care și protejarea naturii, acest proiect nu a putut fi realizat. Noua construcție, ridicată în partea de est a parcului, se bazează pe planurile originale, pe peisaje și gravuri din Muzeul regelui Ludovic al II-lea, majoritatea datate „august 1876”. În interiorul construcției de bârne (17,70 x 10 m) crește din nou un copac. Doi fagi îngemănați au fost plantați, cu ajutorul unei macarale, în mijlocul noii construcții. Așa cum apărea pe planurile originale ale arhitectului curții, Georg Dollmann, în fața colibei a fost amenajat un mic lac artificial.

## Alte reconstrucții și translatări din Ammerwald
Donații private au permis, în anii 1999/2000, reconstrucția Sihăstriei lui Gurnemanz, care apare în actul al III-lea al operei Parsifal de Richard Wagner. Inițial, sihăstria se afla în apropiere de Coliba originală a lui Hunding, dar, după ce s-a năruit și a dispărut complet după 1960, aceasta a fost reconstruită la numai 150 m spre vest de Coliba lui Hunding.
Ambele construcții de lemn sunt amplasate spre limita de est a marelui parc al palatului. În apropiere se află grădina publică, închisă cu „Poarta interzisă”. Prin construirea celor două replici și amenajarea lacului a fost pusă în valoare partea de sud-est a parcului, care este împădurită. Spre nord-vest de această zonă, la o oarecare distanță, se află fostele barăci de șantier în care stăteau arhitectul și muncitorii care au contribuit la construirea palatului și la amenajarea parcului.
În parc se află din anul 1998 și Casa Marocană. Acest pavilion a fost achiziționat în 1878 de către rege la Expoziția Universală de la Paris. La cererea sa, pavilionul a fost reconstruit pe înălțimea Stockalpe, lângă granița cu Austria, și interiorul acestuia a fost remodelat. După moartea regelui, construcția de lemn a fost cumpărată de o persoană privată. În 1980 landul Bavaria a răscumpărat clădirea, care a fost reconstruită în 1998 în partea de nord-vest a parcului, în apropere de intrarea principală.